# Trattore Sprague

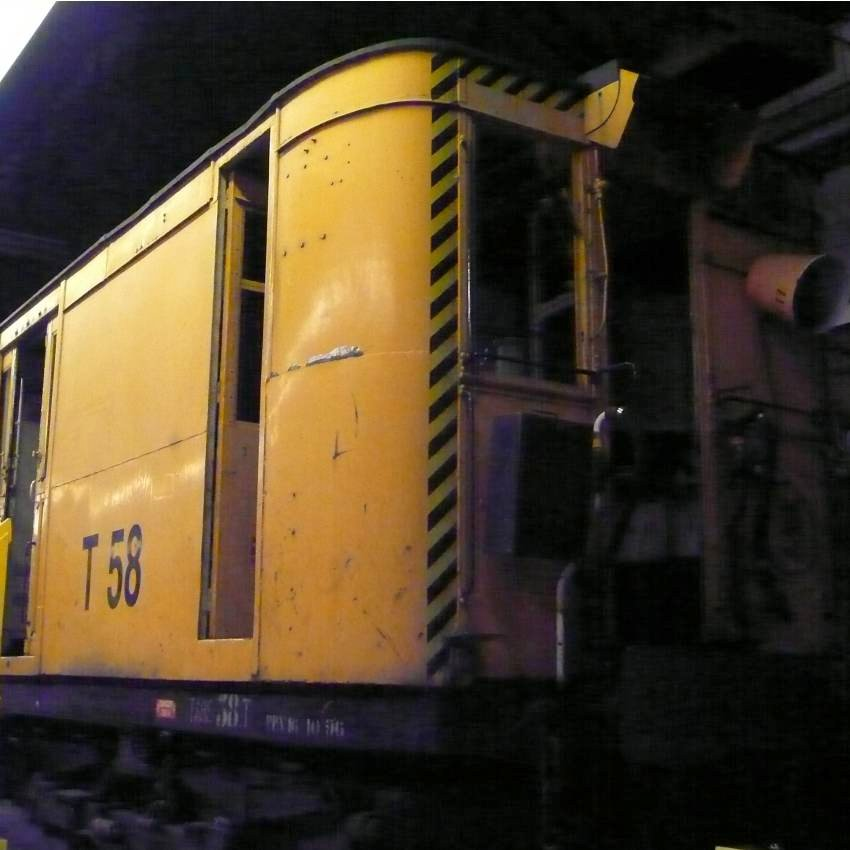
Il trattore 58 (1908) al deposito di La Villette.

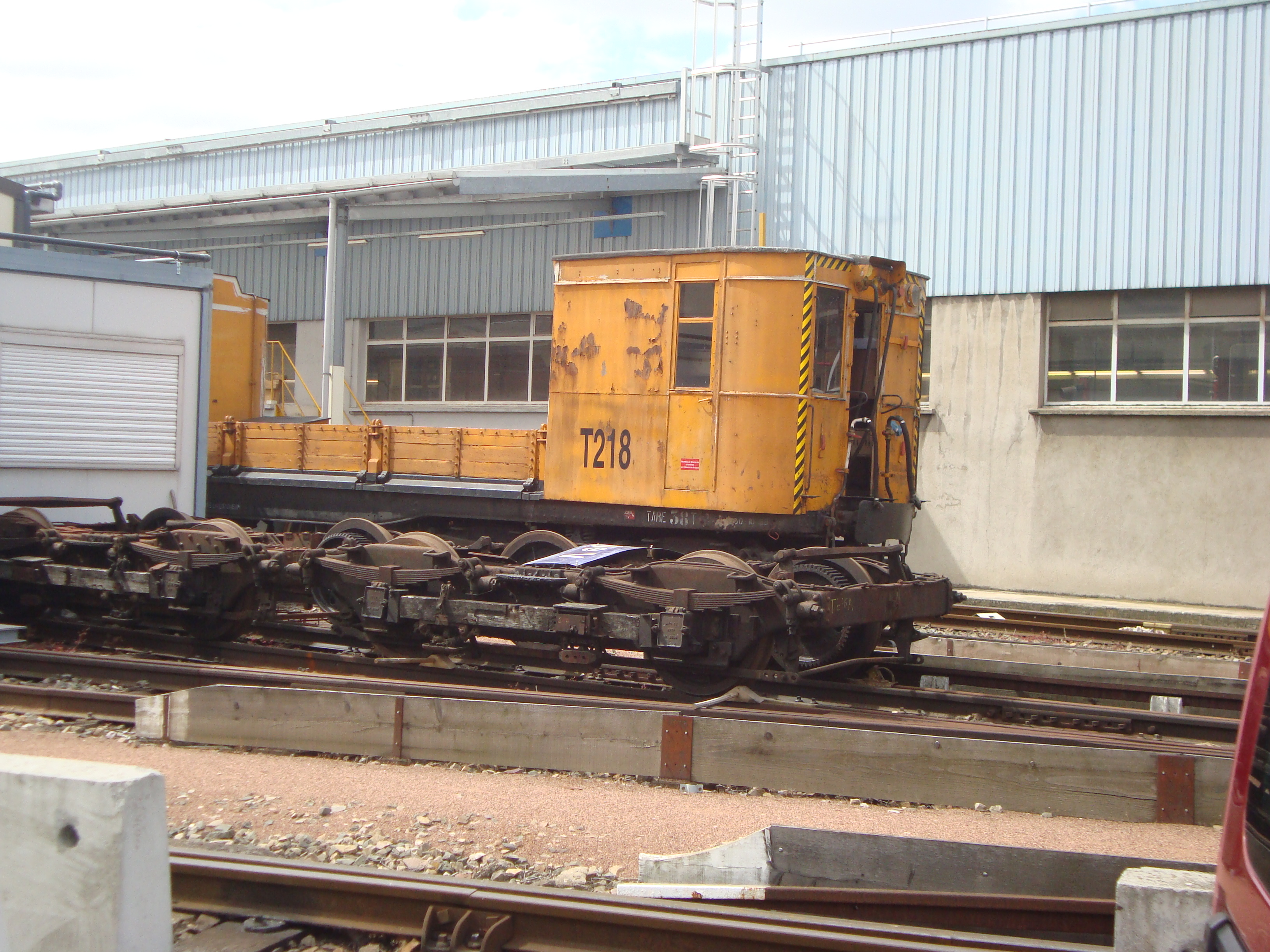
Il trattore 218 a La Villette.

Con il nome Trattore Sprague (in francese tracteur Sprague) si indicano alcune vecchie motrici Sprague-Thomson in uso sulla metropolitana di Parigi convertite in locomotori da manovra per la manutenzione delle linee.
A partire dal 2005 la RATP li ha progressivamente sostituiti con 14 trattori a marcia elettrica commissionati nel 2002, soprattutto per la mancanza di pezzi di ricambio. Successivamente, a decorrere dall'11 maggio 2010, è stata vietata la loro circolazione in orario di servizio viaggiatori.
L'8 marzo 2011 tali convogli sono stati definitivamente ritirati dal servizio e destinati ad essere esposti in musei o accantonati a deposito.